# 清水温
清水 温（しみず あつし）は、日本の実業家。丸紅ロジスティクス株式会社代表取締役社長を務めた。

## 人物・経歴
1983年慶應義塾大学商学部卒業、丸紅入社。2009年物流企画営業部部長、丸紅物流取締役。2012年上海交運日紅国際物流副董事長。2016年から丸紅ロジスティクス代表取締役社長を務め、サプライチェーン・マネジメントにあたった。2019年上海交運日紅国際物流有限公司副董事長兼副総経理。